# Paolo Vinaccia
Paolo Vinaccia (Camerino, 27 marzo 1954 – Oslo, 5 luglio 2019) è stato un batterista italiano.
Dal 1979 si era trasferito a vivere in Norvegia. È venuto a mancare il 5 luglio 2019, dopo una battaglia durata quasi dieci anni con il cancro al pancreas.

## Carriera
Durante la sua carriera, Vinaccia ha lavorato con Terje Rypdal, Bendik Hofseth, Jan Eggum, Knut Reiersrud (in Four Roosters), Gisle Torvik, Ole Amund Gjersvik e Jonas Fjeld.
Ha suonato e registrato con Palle Mikkelborg, Mike Mainieri, Jon Christensen e David Darling.
Nel 2004 Vinaccia  ha fondato un trio con il  bassista Arild Andersen e il chitarrista Ferenc Snétberger e l'anno seguente è uscito il loro album di debutto "Nomad".
Con Arild Andersen, si è esibito al London Jazz Festival nel 2008.
Vinaccia ha all'attivo più di 100 album, a cui ha dato il suo contributo.
Come leader
- Mbara Boom (Sonet / EmArcy, 1997)
- Molto vivo (Jazzland, 2010)
- Elastici con Ole Mathisen, Per Mathisen (Losen, 2011) [5]
- Dommedag Ifolge (Paulus, 2017)
- Rathkes Gate 12:21:58 (sessione di Oslo, 2017)

Con Arild Andersen
- Arv (Kirkelig Kulturverksted, 1994)
- Kristin Lavransdatter (Kirkelig Kulturverksted, 1995)
- Electra (ECM, 2005)
- Iperborea (ECM, 1997)
- Live at Belleville (ECM, 2008)
- Mira (ECM, 2014)
- Scienza interna (ECM, 2018)

Con Maj Britt Andersen
- Folk Er Rare! (Barneselskapet 1986)
- Tida Gar Sa Altfor (Barneselskapet 1987)
- Tamme Erter Og Villbringebaer (Norsk, 1990)
- Kjaertegn (Norsk, 1992)
- Rippel Rappel (Grappa, 1994)
- Dorstokken Heme (Grappa, 2004)
- Landsbybarna I Bawatele (Barnemusikken 2012)

Con Jon Eberson
- Pigs and Poetry (CBS, 1987)
- Colpo di rovescio! (Hot Club, 1989)
- Thirteen Rounds (Curling Legs, 1997)

Con Jan Eggum
- Underveis (Grappa, 1991)
- Nesten Ikke Tilstede (Grappa, 1993)
- Kjaerlighet & AErlighet 2 (Grappa, 2011)
- Kjaerlighet & AErlighet 3 (Grappa, 2011)

Con Bendik Hofseth
- Divertiti (Columbia, 1993)
- Metamorphoses (Sonet ,, Verve 1995)
- Pianeti, fiumi e. . . Ikea (Previsione Verve, 1996)
- Ludo (Kirkelig Kulturverksted, 1997)
- Itaka (Grappa, 2005)
- Children & Cosmopolitans (JazzCode, 2015)
- Espiazione (C + C, 2018)

Con Anne Grete Preus
- Lav Sol! Hoy Himmel (WEA, 1989)
- Og Hosten Kommer Tidsnok (WEA, 1991)
- Hvitt Lys I Natten (Warner, 1997)

Con Knut Reiersrud
- Tramp (Kirkelig Kulturverksted, 1993)
- Klapp (Kirkelig Kulturverksted, 1995)
- Soul of a Man (Kirkelig Kulturverksted, 1998)
- Sub (Kirkelig Kulturverksted, 1999)

Con Terje Rypdal
- Skywards (ECM, 1997)
- Vossabrygg (ECM, 2006)
- Scena del crimine (ECM, 2010)

Con Oystein Sevag
- Link (Siddhartha Spiritual Music, 1993)
- Caravan (Siddhartha Spiritual Music, 2005)
- The Red Album (Siddhartha Spiritual Music, 2010)

Con Bugge Wesseltoft
- New Conception of Jazz: Moving (Jazzland, 2001)
- New Conception of Jazz Live (Jazzland, 2003)
- Nuova concezione del jazz: Film Ing (Jazzland, 2004)
- Nuove concezioni del jazz (Jazzland, 2008)

Con altri
- Ab und Zu, Ab und Zu (EMI, 1989)
- Forente Artister, Sammen for Livet (Forente Artister, 1985)
- Lars Fredrik Beckstrom, Lykkens Kalosjer (Rodelokka Grammofon, 1997)
- Beady Belle, Lose & Win (Universal, 2001)
- Kirsten Braten Berg, Syng Du Mi Royst (Grappa, 2001)
- Sondre Bratland, Rosa Fra Betlehem (Kirkelig Kulturverksted, 1991)
- Sondre Bratland, Atterklang (Kirkelig Kulturverksted, 1996)
- Kari Bremnes, Losrivelse (Kirkelig Kulturverksted, 1993)
- Alf Cranner, Kafe Kaos (Tylden, 1995)
- Sigvart Dagsland, Bedre Enn Stillhet (Kirkelig Kulturverksted, 1992)
- deLillos, Varme Mennesker (Sonet, 1991)
- Di Derre, Den Derre Med Di Derre (Sonet, 1993)
- Elg, The Way Life Goes (Hit Songs, 2004)
- Eriksen, The Water Is Wide (RCA, 1994)
- Jonas Fjeld, Svaert Nok per Meg (EMI, 1989)
- Jonas Fjeld, Texas Jensen (Stageway, 1993)
- Gitarkameratene, Typisk Norsk (Grappa, 2010)
- Haakon Graf, Grafitti (Uniton, 1987)
- Trond Granlund, Arbeidersanger Trond (Granlund, 2017)
- Ciwan Haco, Duri (Ses, 1994)
- Ciwan Haco, Bilura Min (Kom Muzik, 1997)
- Mattis Haetta, Maze Jar'galaed'dji (Daenos & Tana 1983)
- Randi Hansen, AE Undres (NorDisc, 1981)
- Morten Harket, Wild Seed (Warner Bros., 1995)
- Kine Hellebust e Anders Rogg, Fra Innsida (Big Hand, 1984)
- Hilde Heltberg, Pa Bare Bein (Studio B 1983)
- Helge Iberg, Never Ending West Side Story (Kirkelig Kulturverksted, 1997)
- Helge Iberg, Un'offerta musicale (Odin, 2017)
- Henry Kaiser e David Lindley, The Sweet Sunny North (Shanachie, 1994)
- Henry Kaiser e David Lindley, The Sweet Sunny North Vol. 2 (Shanachie, 1996)
- Iver Kleive, Kyrie (Kirkelig Kulturverksted, 1994)
- Iver Kleive, Juleevangeliet (Kirkelig Kulturverksted, 1998)
- Olga Konkova, My Voice (Losen, 2010)
- Tommy Korberg, Stilla Natt Norske Gram (EMI, 2000)
- Herborg Krakevik, Mi Haugtussa (Norsk, 1995)
- Jon Larsen, Guitaresque (Hot Club, 1994)
- Lars Lillo-Stenberg, The Freak (Sonet, 1999)
- Erlend Loe, Antons Villfaring (Grappa, 2002)
- Geirr Lystrup, Sommar I September (Juni, 1992)
- Mike Mainieri, Northern Lights (NYC, 2006)
- Matchstick Sun, Itchy Bitchy (RCA, 1990)
- Andrew Matheson, Night of the Bastard Moon (MCA, 1994)
- Katja Medboe, Prov a Sette Vinger Pa En Stein (Kirkelig Kulturverksted, 1997)
- Marlui Miranda, 2 IHU Kewere: Rezar (ACT, 1997)
- Nils Petter Molvaer, Re-Vision (EmArcy / Universal, 2008)
- Jet set mungolo, Beauty Came to Us in Stone (Jazzland, 2006)
- Lillebjorn Nilsen, Original Nilsen (Studio B 1982)
- Steinar Ofsdal, Vestenfor Mane (Slager, 1989)
- Hildegunn Oiseth, Hildring (MTG Music 2009)
- Oslo Gospel Choir, Credo (Master Music 2009)
- Ole Paus, Svarte Ringer (EMI, 1982)
- Ole Paus, Grensevakt (EMI, 1984)
- Kjetil Saunes, Lystyv (Norsk, 1993)
- Kenneth Sivertsen, Remembering North (NORCD, 1993)
- Ferenc Snétberger, Nomad (Enja, 2005)
- Tassili, Latebkish (ta: lik 2009)
- Terje Tonnesen, attacco! (Victoria, 1994)
- Lynni Treekrem, Ut I Vind (Columbia, 1991)
- Vamp, Horisonter Major (Selskapet, 1994)